# Ranunculus bottnicus
Ranunculus bottnicus är en ranunkelväxtart som beskrevs av S. Ericsson. Ranunculus bottnicus ingår i släktet ranunkler, och familjen ranunkelväxter. Inga underarter finns listade i Catalogue of Life.